# Rüdlingen
Pour l’article homonyme, voir Château de Rudlingen.
Rüdlingen est une commune suisse du canton de Schaffhouse.

## Géographie

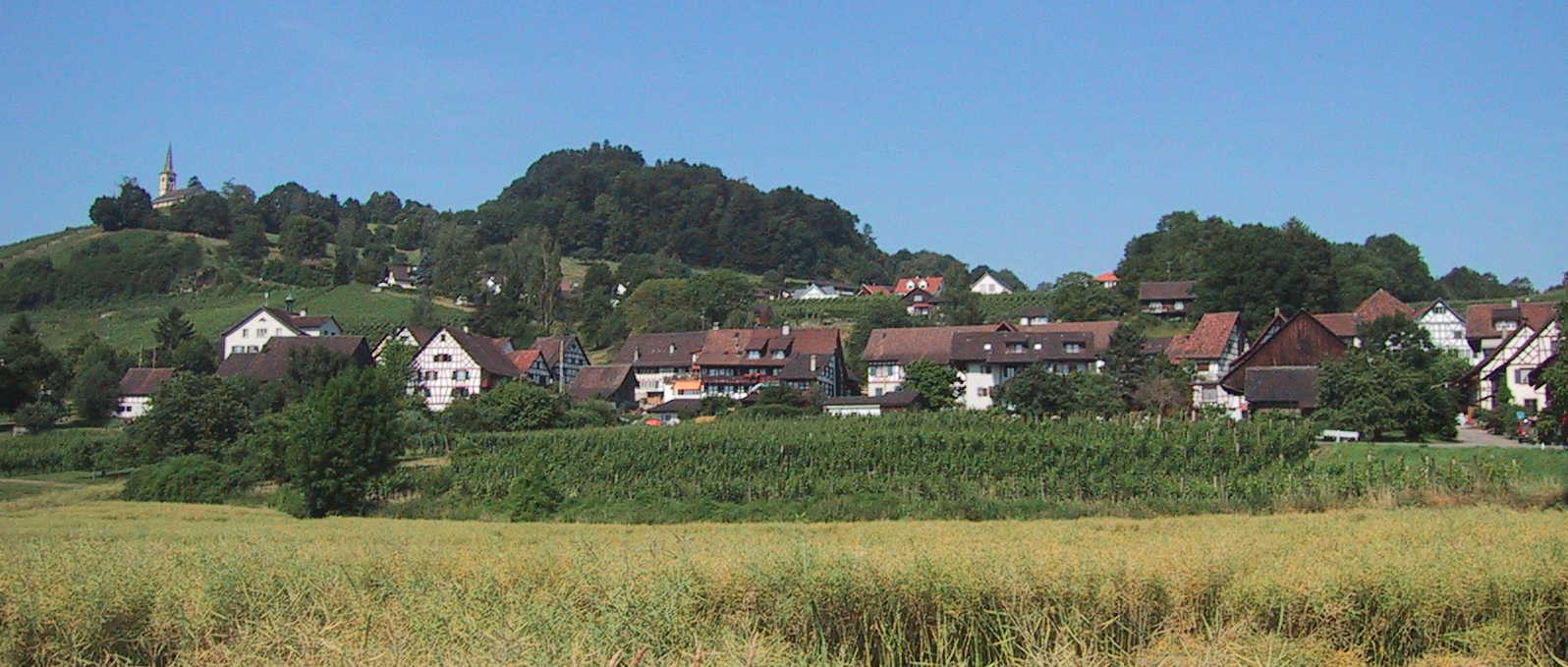
Rüdlingen.

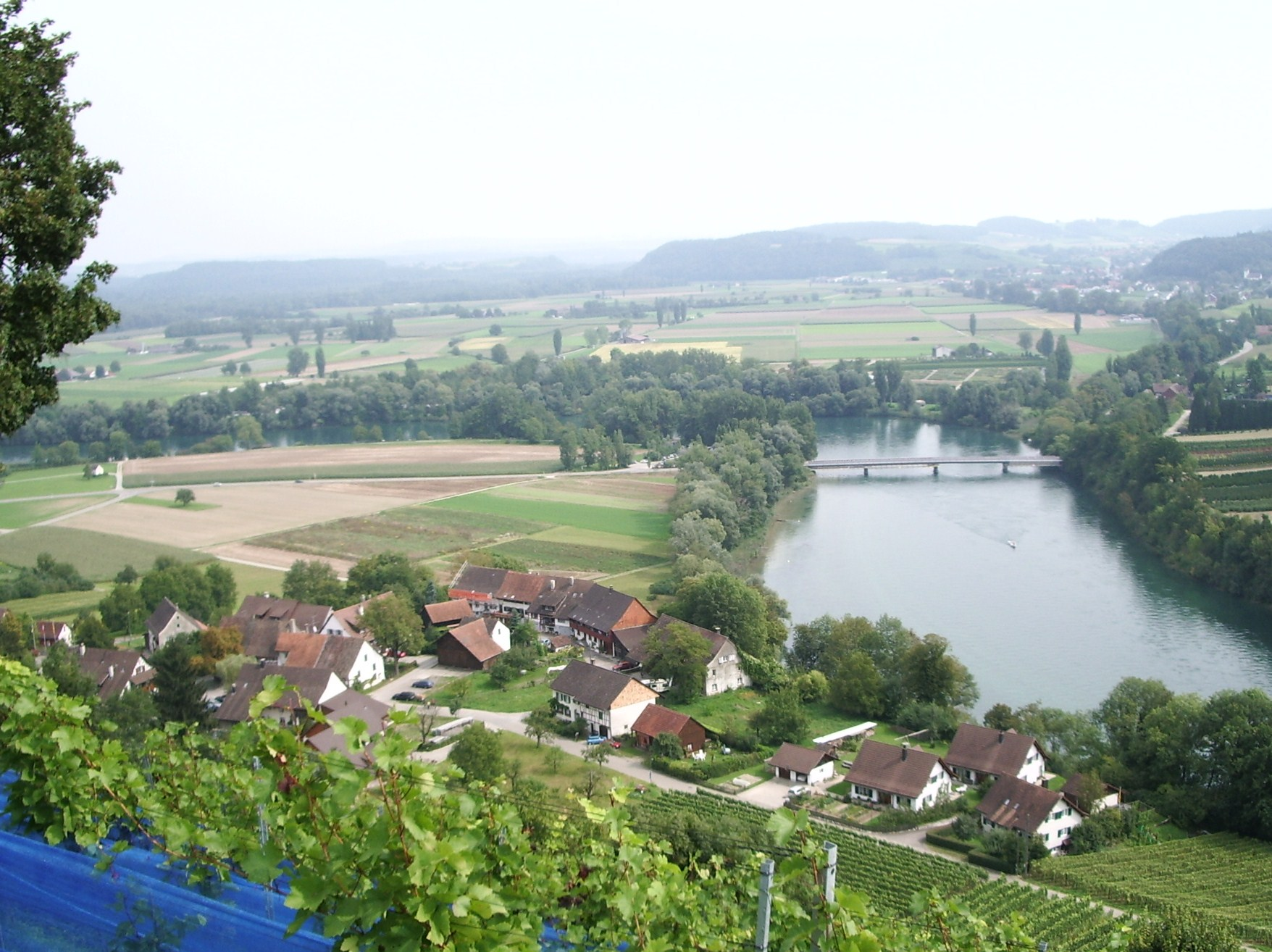
Rheinbrücke Rüdlingen.

Vue aérienne de 300 m par Walter Mittelholzer (1919).

Selon l'Office fédéral de la statistique, Rüdlingen mesure 5,49 km2.

## Démographie
Selon l'Office fédéral de la statistique, Rüdlingen compte 622 habitants en 2008. Sa densité de population atteint 113 hab./km2.
Le graphique suivant résume l'évolution de la population de Rüdlingen entre 1850 et 2008 :